# Єгорова Сніжана Олександрівна
Сніжа́на Олександрівна Єго́рова (при народженні Грищенко) (нар. 23 лютого 1972, Нова Каховка, Херсонська область, Українська РСР, СРСР) — українська телеведуча й акторка. 
Знана українофобськими заявами про Революцію гідності та українських борців за незалежність. Потрапила під санкції РНБО України у 2022 році.

## Життєпис
Народилася 23 лютого 1972 року у Новій Каховці Херсонської області. У 1993 році закінчила Київський державний інститут театрального мистецтва імені Карпенка-Карого.
У 1992 році вийшла заміж за режисера Семена Єгорова, від якого народила двох доньок Анастасію (1992) та Олександру (1997).
У 2006 - 2015 роках була у шлюбі з Антіном Мухарським (Орест Лютий). Від цього шлюбу народились діти Андрій (2006), Орина (2010) та Іван (2012).

## Діяльність
З 1992 по 2001 рік працювала акторкою театру драми і комедії на Лівому березі. З 1994 по 1999 рік була ведучою хіт-параду «Хмарочос» на телеканалі ICTV. Також працювала ведучою ранкової програми «Сніданок з 1+1» та шоу «Медовий місяць» на телеканалі «Студія 1+1», ранкової програми «Підйом» та дейтинг-шоу «Герої&Коханці» на «Новому каналі», програми «Ми все про вас знаємо» на телеканалі «Інтер», шоу «Народна зірка» телеканалі «Україна». У 2006 році брала участь у театральному проекті Олексія Лісовця «Нас поміняли тілами», а також в TV-проекті «Танці з зірками» на українському телебаченні.
У 1994 році була номінована на премію «Київська пектораль» як «За найкраще виконання жіночої ролі» (роль Олесі у виставі «Олеся» за Кропивницьким) — лауреаткою стала Валерія Заклунна.

## Творчість

### Ролі в кіно
- 1991 — «Алфавіт», головна роль
- 2001 — «Нероби», Настя
- 2002 — «Телефон», Жана
- 2002 — «Завтра буде завтра», Євдокія
- 2005 — «Подруга особливого призначення», Лара
- 2008 — «Не квап кохання»
- 2018 — «Список бажань»

### Книжки
- 2015 — «Жизнь в моей голове»

## Погляди
Неодноразово висловлювала антиукраїнські, шовіністичні та дискримінаційні погляди.

### Участь у передвиборчій агітації у 2004 році на користь кандидата в Президенти Віктора Януковича
31 липня 2004 року по всій Україні відбулась серія концертів в рамках всеукраїнського «Форуму демократичних сил — за надійне майбутнє», який насправді був агітацією на підтримку кандидата у Президенти України Віктора Януковича. У межах цього, у Києві, Сніжана Єгорова разом зі своїм колегою з Росії Олександром Пряніковим представляла українських і російських артистів, які виступали у містах України.

### Ставлення до Революції гідності
У відеозверненні, яке було опубліковано у Facebook в серпні 2020 року висловилася на тему подій на Майдані під час Революції гідності:
|  | З приводу Майдану хочу також сказати про соціальні стандарти… — скільки там, у цих наметах протестуючих, було зроблено абортів жінкам низької соціальної відповідальності, які благополучно обслуговували сексуальними ласками протестуючих, нікчемних та маргіналізованих чоловіків, які приїхали з усіх усюд... |

В інтерв'ю наприкінці серпня 2020 року висловилася на тему подій в Україні після Революції гідності:
|  | Мені не подобаються ці герої, ці рагулі, які повилазили незрозуміло звідки. Селюки, які розмовляють суржиком. І готові своє життя покласти... Своє життя, яке? Життя, яке собою нічого не представляє |

### Ставлення до української мови
Єгорова в грудні 2020 року в ефірі телеканалу "Наш" розповіла, що зараз на всіх телеефірах принципово розмовляє лише російською, також вона зазначила, що російська мова є надбанням українців:
Російська мова – це надбання українського народу і це треба визнати як факт”, – заявила скандальна ведуча.

### Ставлення до українських військовослужбовців
|  | Вони просто готові пожертвувати своїм життям. Так, це подвиг, можливо. Може бути, це висока суїцидальна готовність. Коли людина не бачить перспектив у своєму житті і це життя не представляє для неї цінність |

### Підтримка Володимира Путіна
21 лютого 2022 року Єгорова публічно висловила підтримку президенту РФ Володимиру Путіну. «Я підтримую Володимира Путіна! І нехай ця таблетка від божевілля очистить ваш мозок від темної сторони Свідомості! Дивіться як акт екзорцизму, якщо не хочете, щоб на пекло перетворився ваш будинок», — написала телеведуча в мережі Facebook, де поширила відео з прокремлівського YouTube-каналу.
У березні 2022 року, після початку повномасштабного вторгнення Росії в Україну, Єгорова публічно зреклася своїх слів, коли була змушена звернутися до українського консульства в Анталії для продовження терміну дії закордонних паспортів своїх дітей, однак консул все одно їй відмовив у цьому, оскільки вона підтримує дії РФ.

### Родина та особисте життя
В 1992 році одружилася з Семеном Горовим, народила дочок Анастасію (1992) та Олександру (1997).
З 2006 по 2015 рік перебувала у шлюбі з Антіном Мухарським (Орестом Лютим), народила дочку Орисю (2010), синів Андрія (2007) та Івана (2012).

## Санкції
Сніжана Єгорова публічно закликала до агресивної війни, виправдовувала збройну агресію РФ проти України.
19 жовтня 2022 року додана до санкційного списку України.